# Werner Koepcke
Werner Koepcke (* 24. Juli 1912 in St. Petersburg; † 25. September 1976 in West-Berlin) war ein deutscher Bauingenieur.

## Leben
Er promovierte 1940 bei Franz Dischinger Über das Randwertproblem an rechteckigen Platten und verfasste 1945 die Habilitationsschrift Die Berechnung von Kreiszylinderschalen unter Flächen-, Linien- und Einzellasten. 1951 wurde er auf den Lehrstuhl seines Lehrers Dischinger am Institut für Stahlbetonbau an der TU Berlin berufen. Als Professor war er für eine streng mathematische Vorhergehensweise bekannt. Außerdem war er als Prüfingenieur an Bauwerken wie der Kongresshalle und der Philharmonie in Berlin beteiligt.
Zu seinen Schülern zählt Jörg Schlaich.